# Xã Henderson, Quận Huntingdon, Pennsylvania
Xã Henderson (tiếng Anh: Henderson Township) là một xã thuộc quận Huntingdon, tiểu bang Pennsylvania, Hoa Kỳ. Năm 2010, dân số của xã này là 933 người.